# 立版古
立版古（たてばんこ）とは、江戸時代後期から明治期にかけて流行ったおもちゃ絵の一種である。

## 概要
あらかじめ絵柄の印刷された一枚の紙からたくさんのパーツを切り抜き、設計図にそって組み立て、一種のジオラマを完成させて楽しむものである。「組上げ灯籠」「組上げ絵」などともいう。歌舞伎の名場面などに題材を取るものが多かった。制作者は絵の才能と同時に、限られた紙面にうまくパーツを配する技術も要求された。

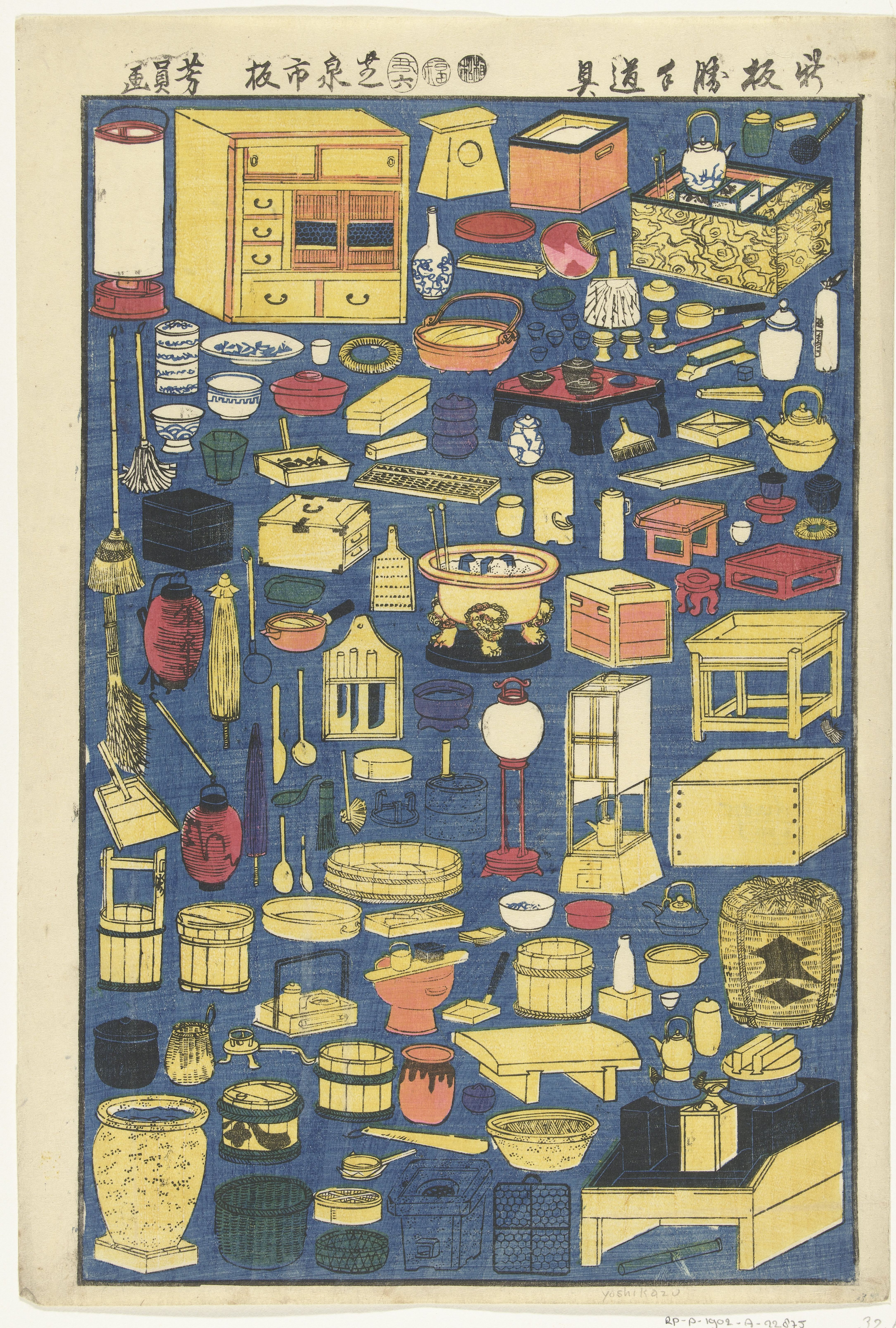
歌川芳員
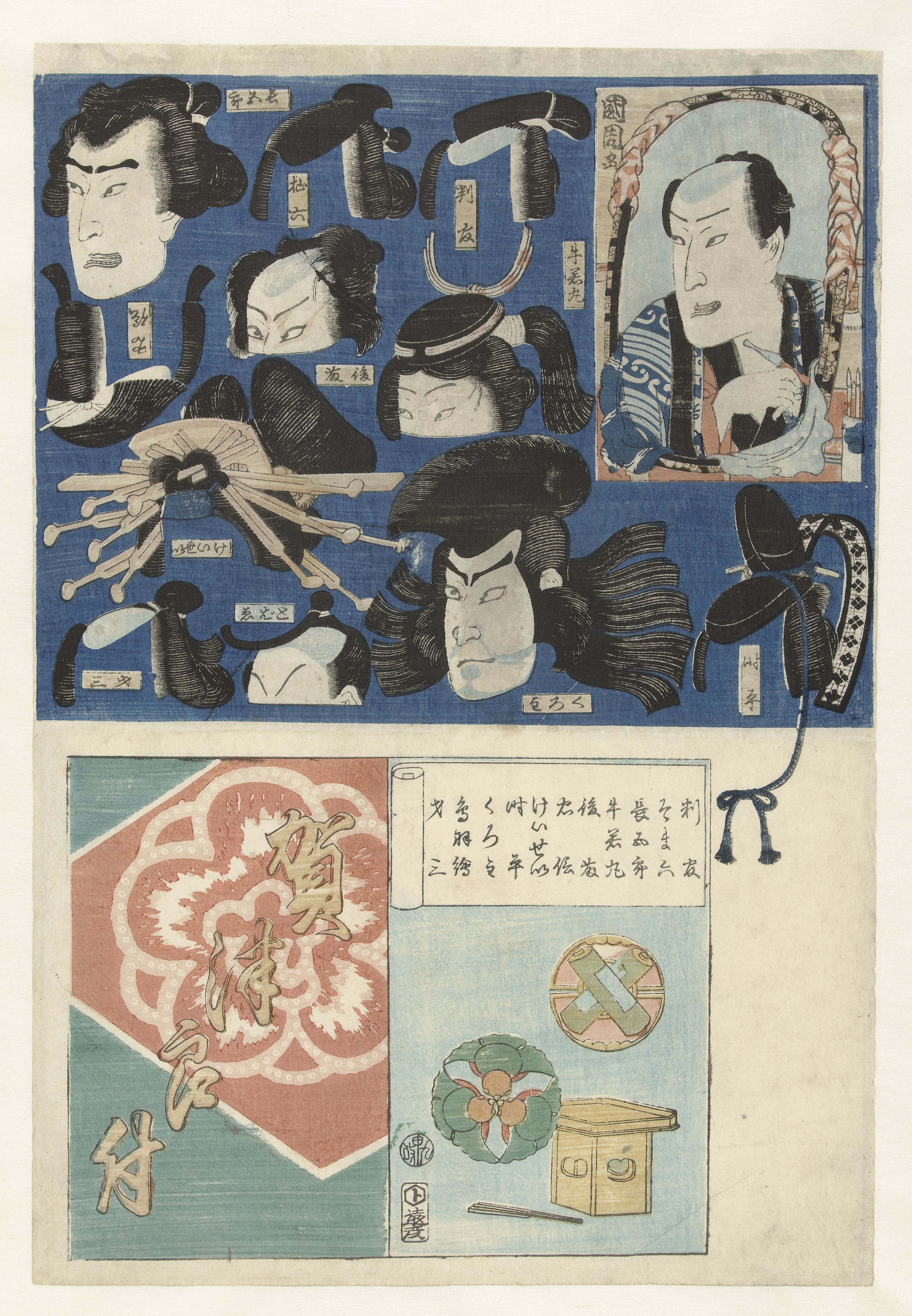
豊原国周

おもちゃ絵の中では歴史があり、江戸時代中期にはすでに制作されており、歌川芳藤らが得意としていた。江戸時代後期には葛飾北斎らも制作に当たった。明治時代中期に流行したのちは廃れ、大正時代以降はあまり見かけられなくなった。